# Гвінейниця танімбарська
Гвінейниця танімбарська (Microeca hemixantha) — вид горобцеподібних птахів родини тоутоваєвих (Petroicidae). Ендемік Танімбарського архіпелагу в Індонезії.

## Опис
Танімбарська гвінейниця досягає довжини 12 см. Верхня частина тіла темно-оливкового кольору. Груди і живіт яскраво-жовті, горло жовтувате. Райдужка темно-коричнева. Верхня частина дзьоба чорна, нижня блідо-рожево-оранжева. Ноги чорні.

## Поширення і екологія
Танімбарська гвінейниця є ендеміком Танімбарського архіпелагу, що розташований між Тимором і Новою Гвінеєю. Мешкає в тропічних і мангрових лісах, на узліссях і галявинах.

## Раціон
Танімбарська гвінейниця харчується комахами. Вона ловить їх в польоті.

## Збереження
МСОП вважає стан збереження цього виду близьким до загрозливого. Основною загрозою є знищення середовищ проживання птахів.